# Cladribina
Cladribina, comercializada en sus formas inyectables bajo los nombres LEUSTATIN y LITAK, es un fármaco utilizado como agente antineoplásico en el tratamiento de la tricoleucemia (leucemia de células peludas, HCL por sus siglas en inglés, o reticuloendoteliosis leucémica) y la leucemia linfocítica crónica de células B (LLC o CLL, por sus siglas en inglés).
En su formulación oral (comprimidos), bajo el nombre comercial MAVENCLAD, está indicado para el tratamiento de pacientes adultos con esclerosis múltiple recurrente (RMS, por sus siglas en inglés) muy activa definida mediante características clínicas o de imagen.
La cladribina (2-cloro-2'-desoxiadenosina, 2-CdA) es un análogo de purinas que inhibe de manera selectiva los linfocitos implicados en la patogénesis de la Esclerosis Múltiple (EM o MS, por sus siglas en inglés) y Leucemia Linfocítica Crónica de células B (LLC). Desde una perspectiva química, mimetiza el nucleósido adenosina, aunque a diferencia de este, la Cladribina es relativamente resistente a la disociación por parte de la enzima adenosina desaminasa (ADA), lo que conlleva que se acumule en las células diana e interfiera con la capacidad de procesar el ADN.
La cladribina es introducida al medio interno celular mediante proteínas transportadoras específicas de nucleósido. Una vez en el interior, esta es sometida a fosforilación por parte de la enzima desoxicitidina quinasa (dCK) que da lugar a mononucleótido-2-clorodesoxiadenosina-5’-monofosfato (2-CdAMP), que por consiguiente es fosforilada al compuesto activo trifosforilado 2-clorodesoxiadenosina-5’-trifosfato (2-CdATP). En su forma activa, la cladribina se incorpora en el ADN celular, lo que desencadena la apoptosis. La acumulación celular de cladribina es dependiente de la proporción entre 2-CdATP y 5’nucleotidasa (5’-NT), la cual descompone e inactiva el compuesto. Esta proporción difiere entre tipos celulares, con elevados niveles en los linfocitos T y B, lo que convierte a estas células en una diana de forma selectiva. Contrariamente el ratio CdATP:5'NT es relativamente bajo en otros tipos celulares, siendo escasa su acción en células no hematológicas.

## Usos terapéuticos
La cladribina se utiliza como tratamiento de primera y segunda línea contra la tricoleucemia y la LLC de células B, y su administración es mediante infusión por vía intravenosa o subcutánea. Algunos investigadores han utilizado la formulación parenteral por vía oral para tratar pacientes con tricoleucemia. Se emplea a menudo en combinación con otros agentes citotóxicos, para tratar varios tipos de histiocitosis incluidas la enfermedad de Enfermedad de Erdheim-Chester e histiocitosis de células de Langerhans.
Siguiendo la aprobación por parte de la Agencia Europea de Medicamentos (EMA) de cladribina en comprimidos para el tratamiento de pacientes adultos con EMR de alta actividad definidos por características clínicas o de imagen en 2017, en julio de 2020, cladribina en comprimidos había obtenido autorización comercial en más de 75 países. En 2019, fue aprobada por la FDA para el tratamiento de las formas recurrentes de esclerosis múltiple, incluyéndose los subtipos recurrente-remitente y secundariamente progresiva (EMSP o SPMS, por sus siglas en inglés), en pacientes adultos que habían tenido una respuesta inadecuada, o que fuesen incapaces de tolerar, un fármaco alternativo indicado para el tratamiento de EM.
La cladribina puede causar daño fetal cuando se administra a embarazadas y está clasificada por la FDA en la categoría D de fármacos en el embarazo; así mismo aún no se ha determinado su seguridad y eficacia en niños.

## Mecanismo de acción
Al ser un análogo de purinas, la cladribina (2-CdA), es llevada al interior de células en proliferación, incluyendo linfocitos B y T, para ser incorporada en la síntesis de ADN. 
Desde una perspectiva química, mimetiza al nucleósido adenosina. Sin embargo, a diferencia de este, la Cladribina, posee una molécula de cloro en la posición 2 del anillo de purina, lo que le confiere resistencia parcial a la disociación por parte de la enzima adenosina desaminasa (ADA). Esto conlleva a que se acumule en las células diana e interfiera en su capacidad de procesar el ADN.
La cladribina, es introducida al interior celular mediante proteínas transportadoras específicas de nucleósido. Una vez en el interior, esta es sometida a fosforilación por parte de la enzima desoxicitidina quinasa (dCK) que da lugar a mononucleótido-2-clorodesoxiadenosina-5’-monofosfato (2-CdAMP), que seguidamente es fosforilado al compuesto activo trifosforilado 2-clorodesoxiadenosina-5’-trifosfato (2-CdATP). En su forma activa, la cladribina se incorpora a la vía de síntesis del ADN, donde interrumpe la reparación y síntesis de ADN, dando lugar a una acumulación de fragmentos de cadena de ADN. Esto es seguido de la activación del factor de transcripción p53, la liberación del citocromo c desde la mitocondria y eventualmente la muerte celular programada (apoptosis).
Otra familia de enzimas, las 5’-nucleotidasas (5’-NT), también poseen capacidad de desfosforilar la cladribina, haciéndola a esta inactiva. El subtipo más importante en este grupo aparentemente son las 5’-NT citosólica, c-5NCT1A y c-NT1B, las cuales son citosólicamente activas y específicas para análogos de purina.
La acumulación de cladribina en el interior celular es dependiente de la proporción 2-CdATP y 5’NT. Esta proporción difiere según el tipo celular, con altos valores en linfocitos T y B, lo que les convierte particularmente susceptibles a muerte celular. Las células con las ratios más altas son las células B, especialmente las células B del centro germinal y las células B vírgenes (o células B naive, en inglés). Esto ayuda a explicar que células B son más vulnerables a la apoptosis mediada por cladribina. DCK es la enzima limitante del índice de conversión del profármaco cladribina en su forma activa de trifosfato, lo que conlleva al agotamiento selectivo de los linfocitos B y T tanto en división como sin división. En cambio, la ratio CdATP:5’NT es relativamente baja en otros tipos celulares, siendo escasa la pérdida de células no hematológicas.
En la Esclerosis Múltiple, la efectividad de la cladribina podría ser debido a su capacidad de reducir de manera efectiva las células B, en concreto las células B memoria.  En el ensayo fase III con cladribina oral en EM, CLARITY, la cladribina redujo de manera selectiva en un 80% las células B periféricas, comparado con solo un 40–45% de células T CD4+ y un 15-30% de células T CD8+.  Más recientemente, la cladribina ha demostrado poder inducir supresión selectiva a largo plazo, en ciertos subtipos de células B, especialmente las células B memoria.
A pesar de que la cladribina es selectiva para las células B, la supresión mantenida de este tipo celular, lo cual parece contribuir a su efecto a largo plazo en la EM, no se explica por la expresión de genes o proteínas. En su lugar, la cladribina parece eliminar por completo las células B, pero mientras las células B naive, rápidamente migran desde los órganos linfoides, el grupo de células B memoria se repoblará muy lentamente desde la médula ósea.

## Historia en tricoleucemia
Ernest Beutler y Dennis A. Carson habían estudiado la deficiencia de la adenosina desaminasa y reconocieron que la falta de esta llevaba a la destrucción de linfocitos B, por lo que un fármaco diseñado para inhibir la adenosina desaminasa podría ser útil en linfomas. Carson seguidamente sintetizó la cladribina, e inició en 1980 la investigación clínica en Scripps, Beutler la puso a prueba como infusión intravenosa, y encontró que era especialmente útil para tratar la tricoleucemia. Ninguna compañía farmacéutica estaba interesada en vender el fármaco, pues la tricoleucemia era una enfermedad huérfana, por lo que el laboratorio de Beutler, la sintetizó y empaquetó, y la suministró a la farmacia de hospital; el laboratorio, además desarrolló una prueba para monitorizar los niveles en sangre. Este fue el primer tratamiento que llevó a una remisión mantenida de la tricoleucemia, la cual previamente era intratable. : 14–15 
En febrero de 1991, Scripps, inició una colaboración con Johnson & Johnson (J&J) para traer cladribina intravenosa al mercado, y en diciembre de ese año, J&J había realizado una nueva solicitud de medicamente (NDA, por sus siglas en inglés); la cladribina fue aprobada por la FDA en 1993 para la tricoleucemia como medicamento huérfano, y posteriormente ese mismo año fue aprobada en Europa: 2 
La formulación subcutánea fue desarrollada en Suiza en los inicios de los 90 y fue comercializada por Lipomed GmbH en la década del 2000

## Perfil de seguridad de la cladribina en tricoleucemia
La cladribina inyectable suprime la capacidad del cuerpo de producir nuevos linfocitos, células Natural Killer, y neutrófilos (llamado mielosupresión); datos de estudios en tricoleucemia mostraron que alrededor del 70% de las personas que toman el fármaco tuvieron menos glóbulos blancos y alrededor del 30% desarrollaron infecciones y algunos de los mismos progresaron a shock séptico; alrededor del 40% de las personas tuvieron menos glóbulos rojos traduciéndose en anemia severa; y sobre un 10% de las personas presentaron además menos plaquetas. En la dosificación empleada para el tratamiento de la tricoleucemia en 2 ensayos clínicos, 16 % de las personas presentaron erupciones (rash cutáneo) y un 22 % tuvo náuseas, la cual generalmente no conducía a vómito.

## Historia de la cladribina en EM
A mediado de los 90, Beutler, en colaboración con Jack Sipe, un neurólogo del Instituto Scripps, llevó a cabo numerosos ensayos clínicos explorando la utilidad de la cladribina en la esclerosis múltiple, basado en los efectos inmunosupresores del fármaco. El conocimiento de Sipe sobre la esclerosis múltiple, y el interés de Beutler en la enfermedad debido a su hermana quien también la padecía, dio lugar al inicio de una colaboración muy productiva entre ambos. Ortho-Clinical, una subsidiaria de J&J, realizó una nueva solicitud de fármaco (NDA) para la cladribina en EM, en 1997, pero que retiró a finales de los 90 tras disputas con la FDA solicitando datos clínicos adicionales.
Ivax adquirió los derechos para la administración oral de cladribina para tratar la EM de Scripps en el 2000, y se asoció con Serono en 2002 Ivax fue adquirido por Teva en 2006, y en el 2006 Merck KGaA obtuvo el control de la división de fármacos de Serono.
Una presentación oral del fármaco con ciclodextrina desallorada : 16   por Ivax y Serono, y más tarde Merck KGaA llevó a cabo ensayos clínicos. Merck KGaA envió una solicitud a la Agencia Europea de Medicamentos (EMA, por sus siglas en inglés) en 2009, la cual fue rechazada en 2010, así como la apelación realizada en 2011.: : 4–5    Así mismo la nueva solicitud de fármaco de Merck KGaA a la FDA fue rechazada en 2011.>
El ratio beneficio-riesgo no estaba claro para los reguladores, y se requirieron estudios adicionales para abordar inquietudes relacionadas con la linfopenia severa y los casos de cáncer observados durante los ensayos pivotales.: : 54–55   Las fases 2 y 3 de los ensayos clínicos de EM aún estaban en curso al momento de la denegación, y Merck KGaA se comprometió a completarlos. Un metaanálisis de datos de los ensayos clínicos comparando el riesgo de cáncer con otras terapias modificadoras de la enfermedad demostraron que los comprimidos de cladribina no aumentaban el riesgo de cáncer en las dosis empeladas en los ensayos clínicos iniciales.
Basada en los datos de apoyo de los ensayos clínicos completados que confirmaron la ausencia de un riesgo aumentado de cáncer, Merck anunció que una vez más buscaría la aprobación regulatoria. En 2016, la EMA aceptó su solicitud para revisión. El 22 de junio de 2017, el Comité de Medicamentos de Uso Humano (CHMP, por sus siglas en inglés) de la EMA, adoptó una opinión favorable, recomendando la concesión de autorizaciones de comercialización para el tratamiento de las formas recurrentes de EM (RMS).

## Uso terapéuticos en EM
En lo que se refiere a la ficha técnica en la UE, los comprimidos de cladribina están indicados para el tratamiento de pacientes adultos con formas de EMR de alta actividad por sus características clínicas o de imagen.
En la EM se usan dos abordajes principales: inmunomodulación e inmunosupresión y como alternativa a estos la reconstitución inmune (IRT, por sus siglas en inglés). Cladribina comprimidos pertenece a los IRT, y por tanto en administrada de forma intermitente evitando que el paciente esté inmunosuprimido de forma continua. En contraste a otras terapias, la eficacia clínica de cladribina se extiende más allá de los ciclos de dosificación.
Los comprimidos de cladribina son administrados en dos ciclos separados por un año (un máximo de 20 días de tratamiento). La dosis acumulativa recomendad es 3.5 mg/kg de peso corporal durante dos años, administrados como un curso terapéutico de 1.75 mg /kg por año. Cada ciclo de tratamiento consiste en dos semanas de tratamiento, una en el inicio del primer mes y otra en el inicio del segundo mes del año respectivo de tratamiento. Cada semana de tratamiento consiste en 4–5 días en los que el paciente recibe 10 mg o 20 mg (1 o 2 comprimidos) como una sola dosis diaria en función del peso corporal.
Antes de iniciar el tratamiento con los comprimidos de cladribina, se llevan a cabo análisis de sangre, RMN y cribado de infección. Debido al incremento de riesgo de herpes zóster con cladribina comprimidos, en los pacientes que fuesen anticuerpo-negativos para varicela zóster se recomienda su vacunación antes de iniciar el tratamiento. El tratamiento no debería iniciarse hasta al menos 4-6 semanas de recibir una vacuna viva-atenuada debido al riesgo de infección activa. Se debe evitar las vacunas vivas-atenuadas, durante y después del tratamiento, pero puede ser considerada cuando el número de linfocitos se ha restaurado a ≥1000 cel./mm3.
Tras completar los dos ciclos de tratamiento, no se requiere monitorización adicional.
El uso de comprimidos de cladribina está contraindicado en mujeres embarazadas, y mujeres con potencial de quedar embarazadas deben utilizar anticonceptivos efectivos para prevenir el embarazo durante el tratamiento y los 6 meses siguientes tras la última dosis. Una vez cubiertos esos meses tras la última dosis debido a la eficacia mantenida del fármaco el paciente cuenta con una ventana de tiempo para la planificación familiar.

## Eficacia de Cladribina-comprimidos en EM
Los resultados de los ensayos clínicos demostraron que cladribina comprimidos, puede ser un tratamiento efectivo para el tratamiento de las formas de alta actividad definidas por criterios clínicos o de imagen de EM, con beneficios clínicos significativos en la tasa de recaídas, progresión de la discapacidad, y parámetros radiológicos. Comparado con placebo, los pacientes que recibieron cladribina comprimidos (3.5 mg/kg) en el estudio CLARITY tuvieron un 58% de reducción de la tasa anual de recaídas y un 47% de los pacientes no mostraron evidencia de actividad de la enfermedad (NEDA) en 2 años.  Ya se pueden observar mejoras clínicas significativas en la semana 24 del tratamiento, y los beneficios podrían prolongarse durante años, más allá del periodo de dosificación de 2 años y la restauración total de linfocitos. Los análisis post-hoc de los datos del ensayo clínico mostraron que el 89% de los pacientes se mantenían libres de progresión de discapacidad los dos años siguientes tras el tratamiento.
Análisis adicionales de un subgrupo de pacientes en el estudio CLARITY que tenían EM muy activa mostraron un 67% de reducción en la tasa de recaídas y un 82% de reducción en la progresión de discapacidad en aquellos que fueron tratados con comprimidos de cladribina. Similar, mejoras clínicas fueron evidenciadas en la carga de lesiones en los escáneres RMN en esta población.
Un análisis post-hoc de subgrupos puso de manifiesto que la reducción en la tasa de recaídas frente a placebo se producía tanto en pacientes naïve como en aquellos pre-tratados.
Además, el tratamiento con cladribina en comprimidos ha mostrado reducir significativamente la tasa de atrófica cerebral en pacientes con EMR activa. Esta reducción se correlaciona con una disminución del riesgo de progresión de la discapacidad, en análisis retrospectivos.
En ensayos clínicos, mayor dosis acumulada de cladribina ni proporcionar ciclos adicionales después de los 2 años del periodo de tratamiento no resultaron en una mayor eficacia, pero sí se asoció a un aumento de la incidencia de linfopenia grado 3 y 4.

## Perfil de seguridad de cladribina en comprimidos en EM
Cladribina comprimidos tiene como diana las células del sistema inmune adaptativo, con mínimo impacto en el sistema inmune innato. A pesar de que el mecanismo por el cual la cladribina ejerce su efecto terapéutico no está claro, se ha propuesto que pudiera tener un efecto transitorio en el agotamiento de linfocitos B y T, interrumpiendo la cascada inmune de eventos patológicos de la EM. Como resultado, se podría reportar una reducción del número de linfocitos (linfopenia) como consecuencia del tratamiento. En ensayos clínicos, los niveles de linfocitos sobre ≥1000 cel./mm3 (Grado 0) y <1000-800 cel./mm3 (Grado 1) se mantuvieron en la mayoría de las pacientes, con niveles que continuaban mejorando después de los 2 años del periodo de dosificación. Menos del 1% de los pacientes desarrolló un Grado 4 de linfopenia (<200cel./mm3).
Pese a la reducción inicial del número de linfocitos, los estudios mostraron que el riesgo global de infección en pacientes que recibían cladribina comprimidos era comparable al que tenían aquellos que recibían placebo, excepto para la infección de herpes zóster. Debido al riesgo incrementado, se recomienda el cribado del virus varicela zóster y que aquellos pacientes con anticuerpos-negativos sean vacunados previo al inicio del tratamiento. Además, los pacientes con niveles linfocitarios por debajo de 500 cel./mm3 deberían ser monitorizados activamente con foco en signos sugestivos de infección por herpes zóster y se deberá dar tratamiento profiláctico en pacientes con linfopenia Grado 4. En un análisis publicado en 2020 con datos post aprobación de más de 18000 pacientes, en 2020, no se ha reportado ningún signo de seguridad de nueva infección se no se ha reportado ningún evento de seguridad distinto de los reportados en los ensayos clínicos.
La Leucoencefalopatía multifocal progresiva (PML, por sus siglas en inglés) ha sido reportada en pacientes con tricoleucemia tratados con cladribina parenteral. Sin embargo, en hasta 10 años de seguimiento de pacientes que recibían cladribina en comprimidos para EM, ningún caso de PML se ha observado; aunque se debe llevar a cabo una RMN previo al inicio del tratamiento.
En ensayos clínicos, se observó malignidad más frecuentemente en pacientes tratados con cladribina en comprimidos comparado con los que recibían placebo. Comparado con una población de características similares (match) de la base de datos del observatorio Global de Cáncer, la cladribina en comprimidos no tuvo mayor riesgo de malignidad en el largo plazo con datos RWE.

## Tendencias de investigación
La cladribina se ha estudiado como parte de una terapia combinada de  quimioterapia para la leucemia prolinfocítica de células T .